# Åh, de mandfolk!
Åh, de mandfolk! er en amerikansk stumfilm fra 1917 af Charles Giblyn.

## Medvirkende
- Constance Talmadge som Helen Drayton.
- Tom Moore som Chet Vernon.
- Walter Hiers som Tub Martin.
- Herbert Heyes som John Galvin.
- Joseph W. Smiley som Henry Hammond.